# Gábor Tardos

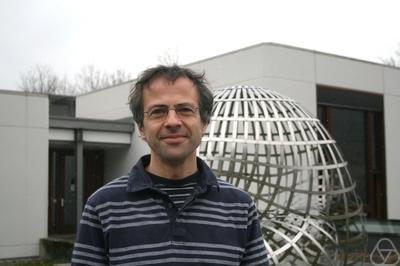
Gábor Tardos

Gábor Tardos (* 11. Juli 1964 in Budapest) ist ein ungarischer Mathematiker und Informatiker.
Tardos studierte an der Loránd-Eötvös-Universität in Budapest, wo er 1987 sein Diplom erhielt und 1988 bei Laszlo Babai und P. P. Pàlfy promoviert wurde (Constructions in Universal Algebra). Als Student gewann er viermal den Schweizer Preis der Ungarischen Mathematischen Gesellschaft. 1988 war er Dickson Instructor an der Universität Chicago und 1989 dort Gastprofessor für Informatik. 1992 bis 2003 war er Professor für Informatik an der Loránd-Eötvös-Universität. Zurzeit ist er an der Simon Fraser University. Seit 1990 ist er außerdem Forscher am Alfred-Renyi-Institut der Ungarischen Akademie der Wissenschaften, deren Stipendiat er 1987 bis 1990 war. Er war unter anderem Gastprofessor an der Rutgers University (1990–1992) und der Universität von Toronto (1995/96) und 1996/97 am Institute for Advanced Study.
Er beschäftigt sich mit Algebra, Algorithmen, Kombinatorik, rechnergestützter und Diskreter Geometrie (computational geometry) und Komplexitätstheorie.
2004 bewies er mit Adam Marcus eine Vermutung von Richard P. Stanley und Herbert Wilf über Permutationen. Er entwickelte auch Codierungsverfahren für Fingerabdrücke. In der Gruppentheorie erzielte er 1992 Teilresultate zu einer (bis heute ungelösten) Vermutung von Hanna Neumann.
1988 erhielt er den Grünwald-Preis der Ungarischen Mathematischen Gesellschaft. 1999 erhielt er den P.-Erdős-Preis und den A.-Renyi-Preis der Ungarischen Akademie der Wissenschaften. 1992 erhielt er den EMS-Preis, 2020 den Gödel-Preis mit Robin A. Moser für ihren konstruktiven Beweis und die algorithmische Version des Lovász-Local-Lemma (LLL 2009).
2018 wurde er zum Mitglied der Academia Europaea gewählt.
1996 bis 2004 war er Herausgeber des Journal of Algorithms und ab 2004 der ACM Transactions on Algorithms.
Er ist der Bruder der Informatikerin und Mathematikerin Éva Tardos, Professorin an der Cornell University.